# Stefano Bollani
Stefano Bollani (Milánó, 1972. december 5. –) olasz dzsesszzongorista.

## Pályakép
Bollani tizenöt éves korában már nyilvánosan szerepelt. Elvégezte a firenzei Conservatorio Luigi Cherubinit. Zenéje a klasszikus zene, a szelíd dzsessz és a popzene sajátos keveréke.
Karrierje lendületet vett, amikor Enrico Rava együttesében kezdett zenélni és lemezeket készíteni. Aztán fokozatosan megjelentek albumai már saját neve alatt. 2002-ben Rava és Bollani szerepelt a Label Bleu Montreal Diary-n.
2002–2006 között négy albumot adott ki, köztük az I Visionari kvintettel is. Számos ismert dzsesszzenésszel játszott a világ legrangosabb színpadain, így  Richard Galliano, Gato Barbeiri, Pat Metheny, Michel Portal, Phil Woods, Lee Konitz, Han Bennink, Paolo Fresu társaságában.
Enrico Ravával Bollani számos albumot rögzített az ECM Records számára, köztük az Orvieto (2011) Chick Coreával duóban. A brazil zene iránti szeretetét brazil pedig zenészekkel közös projektekben hozta létre.
Díjakat nyert többek között a Musica Jazzben és Japánban, de 2009-ben például Paul Acket-díjat is kapott. 

## Lemezválogatás
- Gnòsi delle fanfole (1998)
- L’orchestra del Titanic (1999)
- Mambo italiano (1999)
- The Macerata Concert (2000)
- Abbassa la tua radio (2000)
- Il cielo da quaggiù (2001)
- Black and Tan Fantasy (2002)
- Les fleurs bleues (2002)
- Volare (2002)
- Falando de amor (2003)
- Mi ritorni in mente (S2003)
- Småt Småt (2003)
- Concertone (2004)
- Ma l’amore no (2004)
- Gleda (2005)
- I visionari (2006)
- Piano solo (2006)
- Francis Poulenc: Les Animaux modèles. Concert champêtre pour piano et orchestre; improvisations 13, 15 (2007)
- I’m in the Mood for Love (2007)
- BollaniCarioca (2008)
- Stone in the Water (2009)
- George Gershwin: Rhapsody in Blue, Concerto in F (2010)
- Big Band! (2011)
- Orvieto (2011)
- Sounds of the '30s (2012)
- Irene Grandi & Stefano Bollani (2012)
- O que serà (2013)
- Joy in Spite of Everything  és Bill Frisell, Mark Turner (2014)
- Sheik Yer Zappa (2014)
- Arrivano gli alieni (2015)
- Live from Mars (2016)
- Napoli Trip (2016)
- Mediterraneo: Jazz at the Berlin Philharmonic (2017)
- The Music of Sasha Argov: Live in Tel Aviv (2019)
- Piano Variations on Jesus Christ Superstar (2020)
- El Chakracanta: Live in Buenos Aires és Orquesta Sin Fin (2021)
- Via dei Matti nº0 és Valentina Cenni (2022)
- Blooming (2023)
- 18 Preludi per pianoforte (2024)
- Jazz at Berlin Philarmonic XV (2025) Iiro Rantala

## Filmzenék
- Carosello Carosone (Universal, 2021)
- Il pataffio (BMG, 2022)
- Essere oro (Alobar, Vivo film, 2022)

## Díjak
- 2008: Gonfalone d'argento − Toszkána régió díja
- 2010: Honorary Doctorate of Music from Berklee College of Music
- 2016: Order of Merit of the Italian Republic – Class: Commendatore (Olasz Köztársasági Érdemrend)
- Az Olasz ’Patafizikai Társaság díjazottja
- Paul Acket-díj